# Вараподьо
Вараподьо (итал. Varapodio) — коммуна в Италии, располагается в регионе Калабрия, подчиняется административному центру Реджо-Калабрия.
Население составляет 2332 человека, плотность населения составляет 80 чел./км². Занимает площадь 29 км². Почтовый индекс — 89010. Телефонный код — 0966.
Покровителем коммуны почитается святитель Николай Мирликийский, празднование 6 декабря.